# Grünzügelpapagei
Der Grünzügelpapagei  (Pionites melanocephalus) ist eine Papageienart aus der Gattung der Weißbauchpapageien. Seine Heimat liegt in Südamerika nördlich des Amazonas.

## Aussehen
Das Gefieder ist grün und gelb-orange, der Bauch ist weiß und der Kopf schwarz. Der Nacken ist gelbbraun und die Oberseite ist grün. Die Bereiche sind scharf gegeneinander abgegrenzt und die Färbung beider Geschlechter ist gleich. Er wird bis 24 cm lang und erreicht ein Gewicht von 130–170 g. Die Jungtiere ähneln den Alttieren, haben jedoch gelbliche Bauchfedern.
Sie können bis zu 40 Jahre alt werden.

## Verbreitung und Lebensraum
Er bewohnt das nördliche Südamerika von Venezuela, Guayana bis Ostkolumbien und Ostperu.
Hier bewohnt die Art tropische Lebensräume wie Wälder und Savannen, bevorzugt am Waldrand in bis zu einer Höhe von 1100 m in Venezuela. In Kolumbien wurde er bisher nur in Höhen von 500 m nachgewiesen. Bewohnt werden Baumkronen von hohen Bäumen. Im Quellgebiet des Rio Negro überschneiden sich die Verbreitungsgebiete beider Unterarten in einem größeren Bereich, es kommt zu Mischformen.

## Lebensweise und Ernährung
In ihrem angestammten Lebensraum sind sie im Brutgeschäft relativ aggressiv, sehr territorial und verstehen sich selten mit anderen Arten. Allerdings sind sie recht scheu und fliegen bei Störungen mit lautem Geschrei auf.
Außerhalb der Brutzeit leben sie in kleinen Gruppen von bis zu 30 Tieren in hohen Bäumen, wo auch die Nahrung gesucht und gebrütet wird.
Ihre Nahrung besteht hauptsächlich aus Früchten, Beeren und Sämereien.

## Fortpflanzung
Über ihr Brutverhalten in freier Wildbahn ist nur bekannt, dass sie ihre Nester in den Wipfeln hoher Bäume anlegen, meistens in Baumhöhlen, die dann gepolstert werden. Hier werden in der Regel 2–4 Eier gelegt, die dann ca. 25 Tage bebrütet werden. In Französisch-Guyana beginnt die Brutzeit im Dezember und geht bis Februar, in Venezuela geht sie bis April, in Kolumbien von April bis Mai und in Surinam von Oktober bis November.

## Haltung
Grünzügelpapageien sind wohl die verspieltesten und lebendigsten Papageien. Insbesondere Handaufzuchten benötigen regelmäßige Aufmerksamkeit durch den Halter. Erhalten sie diese nicht, können sie sich zuweilen durch deutliche Rufe bemerkbar machen. Ihre Lautstärke liegt über der von Wellensittichen, aber unter der größerer Papageienarten wie Aras. Sie sind Schwarmtiere und sollten auch in Menschenobhut mindestens zu zweit gehalten werden. Im Allgemeinen wird von einer gemeinsamen Haltung mit anderen Arten wie Sittichen oder Papageien abgeraten, in Einzelfällen wird aber auch von einem friedlichen Zusammenleben berichtet. Im Gegensatz zu anderen Papageienarten neigen sie in Käfighaltung nicht zu Verfettung. Allerdings ist auch bei diesen ein großer Käfig von 2 m Länge, 1 m Breite und ca. 2 m Höhe nötig sowie täglich noch extra Freiflug. Grünzügelpapageien schlafen immer in Höhlen oder Nistkästen – nicht nur zur Brutzeit.

## Unterart
- Berlepsch-Grünzügelpapagei (Pionites melanocephalus pallidus) (Berlepsch, 1889) bewohnt das südliche Kolumbien sowie die Ostseite der Anden, das südliche und östliche Ecuador und das nordöstliche Peru. Der Hals, die Wangen, die Seiten und die Oberschenkel sind gelb, die Brust und der Bauch sind weiß bis orange. Der Hals und der Mantel sind blasser.